# Davidsbündlertänze
Die Davidsbündlertänze, Op. 6, sind ein zweiteiliger, aus jeweils neun Charakterstücken bestehender Klavierzyklus von Robert Schumann. Das Werk ist Walther Wolfgang von Goethe gewidmet.

## Ausgaben
Erstausgabe: Erschienen im Januar 1838 bei A. R. Friese, Leipzig.
Zweite Ausgabe (Revidierte Ausgabe): Heft 1 erschienen im September, Heft 2 im Dezember 1850 bei J. Schuberth & Co., Hamburg, Leipzig und New York.

## Entstehungsgeschichte
Robert Schumann schrieb 19 Stücke, wobei das letzte unvollständig blieb. Das Werk entstand in den zwei Monaten nach seiner Verlobung mit Clara Wieck am 14. August 1837. In dem ersten Stück zitiert er im Motto von C. W., ein Motiv aus der Mazurka Nr. 5 aus ihren Soirées musicales op. 6. Ihr gegenüber spricht er von Hochzeitsgedanken, die er in den Stücken verarbeitet hat. Seinem Freund Carl Montag gegenüber aber von „Todtentänzen, Veitstänzen, Grazien- und Koboldstänzen“. Diese Gegensätzlichkeiten finden sich auch in der Erstausgabe wieder. Dem Notentext ist darin folgendes Gedicht vorangestellt:
Alter Spruch:
In all und jeder Zeit

Verknüpft sich Lust und Leid:

Bleibt fromm in Lust und seyd

Dem Leid mit Muth bereit
Zudem spielen Schumanns Pseudonyme Florestan und Eusebius eine wichtige Rolle in dieser Ausgabe. Die beiden Charaktere symbolisieren seine Doppelrolle in dem fiktiven Davidsbund, der auch Namensgeber für diesen Zyklus ist. Florestan ist darin der „brausende, übermüthige Sturmläufer“. Eusebius bildet dazu den Gegenpol als „der sanfte Jüngling, der sich stets bescheiden im Hintergrund hält“. In der Erstausgabe sind die Stücke entweder mit „Florestan und Eusebius“ oder nur mit einem der beiden Namen überschrieben. In der revidierten Ausgabe sind sowohl die Pseudonyme als auch der „Alte Spruch“ und der Tanzbegriff gelöscht worden.

## Aufführungen
Schumann selbst spielte die Davidsbündlertänze bereits im Frühjahr 1838. Die erste nachgewiesene öffentliche Aufführung des kompletten Zyklus fand am 15. März 1869 in Budapest statt. Dort spielte Johannes Brahms die Stücke bei einem Konzert des Sängers Julius Stockhausen.

## Stückbezeichnungen
Die einzelnen nicht betitelten Stücke haben die folgenden Tempoangaben, Tonarten und Zuschreibungen (in der Erstausgabe):
1. Lebhaft (Vivace), G-Dur, Florestan und Eusebius;
2. Innig (Con intimo sentimento), h-Moll, Eusebius;
3. Etwas hahnbüchen (Un poco impetuoso) (1. Bearbeitung), Mit Humor (Con umore) (2. Bearbeitung), G-Dur, Florestan;
4. Ungeduldig (Con impazienza), h-Moll, Florestan;
5. Einfach (Semplice), D-Dur, Eusebius;
6. Sehr rasch und in sich hinein (Molto vivo, con intimo fervore) (1. Bearbeitung), Sehr rasch (Molto vivo) (2. Bearbeitung), d-Moll, Florestan;
7. Nicht schnell mit äußerst starker Empfindung (Non presto profondamente espressivo) (1. Bearbeitung), Nicht schnell (Non presto) (2. Bearbeitung), g-Moll, Eusebius
8. Frisch (Con freschezza), c-Moll, Florestan;
9. No tempo indication (Tempoangabe 1/4 = 126) (1. Bearbeitung), Lebhaft (Vivace) (2. Bearbeitung), C-Dur, Florestan;
10. Balladenmäßig sehr rasch (Alla ballata molto vivo) (1. Bearbeitung), („Sehr“ und „Molto“ sind in der 2. Bearbeitung großgeschrieben), d-Moll (endet in Dur), Florestan
11. Einfach (Semplice), h-Moll - D-Dur, Eusebius;
12. Mit Humor (Con umore), h-Moll - e-Moll und E-Dur, Florestan;
13. Wild und lustig (Selvaggio e gaio), h-Moll und H-Dur, Florestan und Eusebius;
14. Zart und singend (Dolce e cantando), Es-Dur, Eusebius;
15. Frisch (Con freschezza), B-Dur - Etwas bewegter (poco piu mosso), Es-Dur (die Rückkehr zur Eröffnungssequenz ist optional), Florestan und Eusebius;
16. Mit gutem Humor (Con buon umore) (in der 2. Bearbeitung, „Con umore“), G-Dur - Etwas langsamer (Un poco più lento), h-Moll; geht ohne Pause über in
17. Wie aus der Ferne (Come da lontano), H-Dur und h-Moll (enthält eine vollständige Wiederholung von No. 2), Florestan und Eusebius;
18. Nicht schnell (Non presto), C-Dur, Eusebius.